# FIA GT Championship 2002
Szósty sezon FIA GT Championship rozpoczął się 21 kwietnia na torze Magny-Cours, a zakończył się 20 października na torze Estoril. Tytuł w klasie GT zdobył zespół Larbre Compétition, a w klasie N-GT tytuł zdobył zespół Freisinger Motorsport.

## Kalendarz wyścigowy i zwycięzcy
| Runda | Tor          | Data            | Zwycięzca (zespół GT)                                             | Zwycięzca (zespół N-GT)                        | Wyniki  |
| Runda | Tor          | Data            | Zwycięzca (zespół GT)                                             | Zwycięzcy (N-GT)                               | Wyniki  |
| ----- | ------------ | --------------- | ----------------------------------------------------------------- | ---------------------------------------------- | ------- |
| 1     | Magny-Cours  | 21 kwietnia     | Lister Storm Racing                                               | JMB Racing                                     | Wyniki  |
| 1     | Magny-Cours  | 21 kwietnia     | Jamie Campbell-Walter Nicolaus Springer                           | Christian Pescatori Andrea Montermini          | Wyniki  |
| 2     | Silverstone  | 5 maja          | Paul Belmondo Racing                                              | JMB Racing                                     | Wyniki  |
| 2     | Silverstone  | 5 maja          | Fabio Babini Marc Duez                                            | Christian Pescatori Andrea Montermini          | Wyniki  |
| 3     | Brno         | 19 maja         | Lister Storm Racing                                               | Freisinger Motorsport                          | Results |
| 3     | Brno         | 19 maja         | Jamie Campbell-Walter Nicolaus Springer                           | Marc Lieb Stéphane Ortelli                     | Results |
| 4     | Jarama       | 2 czerwca       | BMS Scuderia Italia                                               | Freisinger Motorsport                          | Wyniki  |
| 4     | Jarama       | 2 czerwca       | Andrea Piccini Jean-Denis Délétraz                                | Marc Lieb Stéphane Ortelli                     | Wyniki  |
| 5     | Anderstorp   | 30 czerwca      | BMS Scuderia Italia                                               | Freisinger Motorsport                          | Wyniki  |
| 5     | Anderstorp   | 30 czerwca      | Andrea Piccini Jean-Denis Délétraz                                | Marc Lieb Stéphane Ortelli                     | Wyniki  |
| 6     | Oschersleben | 14 lipca        | BMS Scuderia Italia                                               | Autorlando Sport                               | Wyniki  |
| 6     | Oschersleben | 14 lipca        | Andrea Piccini Jean-Denis Délétraz                                | Toto Wolff Philipp Peter                       | Wyniki  |
| 7     | Spa          | 4 sierpnia      | Larbre Compétition                                                | Freisinger Motorsport                          | Wyniki  |
| 7     | Spa          | 4 sierpnia      | Christophe Bouchut Sébastien Bourdais David Terrien Vincent Vosse | Stéphane Ortelli Emmanuel Collard Romain Dumas | Wyniki  |
| 8     | Pergusa      | 22 września     | Lister Storm Racing                                               | Freisinger Motorsport                          | Wyniki  |
| 8     | Pergusa      | 22 września     | Jamie Campbell-Walter Nicolaus Springer                           | Marc Lieb Stéphane Ortelli                     | Wyniki  |
| 9     | Donington    | 6 października  | Team Carsport Holland                                             | Freisinger Motorsport                          | Wyniki  |
| 9     | Donington    | 6 października  | Mike Hezemans Anthony Kumpen                                      | Stéphane Ortelli Romain Dumas                  | Wyniki  |
| 10    | Estoril      | 20 października | BMS Scuderia Italia                                               | Freisinger Motorsport                          | Wyniki  |
| 10    | Estoril      | 20 października | Andrea Piccini Jean-Denis Délétraz                                | Stéphane Ortelli Romain Dumas                  | Wyniki  |

## Klasyfikacje generalne
| Legenda oznaczeń w tabelach wyników Wyświetl szablon na nowej stronie | Legenda oznaczeń w tabelach wyników Wyświetl szablon na nowej stronie                                                                     |
| Oznaczenie                                                            | Wyjaśnienie |
| --------------------------------------------------------------------- | --- |
| Złoty                                                                 | Zwycięzca lub mistrzostwo |
| Srebrny                                                               | 2. miejsce lub wicemistrzostwo |
| Brązowy                                                               | 3. miejsce lub II wicemistrzostwo |
| Zielony                                                               | Ukończył, punktował (w klasyfikacji generalnej, gdy zdobył co najmniej jeden punkt na przestrzeni sezonu, poza trzema powyższymi opcjami) |
| Niebieski                                                             | Ukończył, nie punktował (w klasyfikacji generalnej, gdy nie zdobył co najmniej jednego punktu na przestrzeni sezonu)                      |
| Czerwony                                                              | Nie zakwalifikował się (NZ) |
| Czerwony                                                              | Nie prekwalifikował się (NPK) |
| Różowy                                                                | Nie ukończył (NU) |
| Różowy                                                                | Niesklasyfikowany (NS) (w klasyfikacji generalnej, gdy nie został sklasyfikowany w żadnym wyścigu sezonu)                                 |
| Czarny                                                                | Zdyskwalifikowany (DK) |
| Czarny                                                                | Wykluczony (WYK/EX) |
| Biały                                                                 | Nie wystartował (NW) |
| Biały                                                                 | Kontuzjowany (K/INJ) |
| Biały                                                                 | Wyścig odwołany (OD/C) |
| Bez koloru                                                            | Został wycofany (WYC/WD) |
| Bez koloru                                                            | Nie przybył (NP/DNA) |
| Bez koloru                                                            | Nie brał udziału w treningach (NT/DNP) |
| Bez koloru                                                            | Nie został zgłoszony (–) |
| Pogrubienie                                                           | Start z pole position |
| Kursywa                                                               | Najszybsze okrążenie wyścigu |
| †                                                                     | Nie ukończył, ale jego rezultat został zaliczony ze względu na przejechanie więcej niż 90% dystansu wyścigu.                              |
| *                                                                     | Sezon w trakcie |
| 1/2/3                                                                 | Punktowana pozycja w sprincie kwalifikacyjnym                                                                                             |
| Lista systemów punktacji Formuły 1                                    | |

### GT Zespoły
| Pozycja | Zespół                | MAG | SIL | MAS | JAR | AND | OSC | SPA  | PER | DON | EST | Suma |
| ------- | --------------------- | --- | --- | --- | --- | --- | --- | ---- | --- | --- | --- | ---- |
| 1       | Larbre Compétition    | 6   | 4   | 9   | 7   | 7   | 3   | 24.5 | 2   | 2   | 3   | 67.5 |
| 2       | Lister Storm Racing   | 10  | 9   | 10  | 1   |     | 7   | 12   | 10  |     | 4   | 63   |
| 3       | Team Carsport Holland | 9   | 2   | 4   | 6   | 7   | 2   | 3    | 7   | 13  | 6   | 59   |
| 4       | BMS Scuderia Italia   | 1   |     |     | 10  | 12  | 10  |      |     | 6   | 12  | 51   |
| 5       | Paul Belmondo Racing  |     | 11  | 3   | 2   |     | 4   | 11.5 | 7   | 4   | 1   | 43.5 |
| 6       | Proton Competition    |     |     |     |     |     |     |      |     | 1   |     | 1    |

### N-GT Zespoły
| Pozycja | Zespół                | MAG | SIL | MAS | JAR | AND | OSC | SPA  | PER | DON | EST | Suma |
| ------- | --------------------- | --- | --- | --- | --- | --- | --- | ---- | --- | --- | --- | ---- |
| 1       | Freisinger Motorsport |     | 2   | 10  | 12  | 10  | 3   | 29   | 16  | 10  | 11  | 103  |
| 2       | JMB Racing            | 14  | 14  | 6   | 9   | 9   | 4   | 10.5 | 7   | 4   | 3   | 80.5 |
| 3       | Autorlando Sport      | 2   | 6   | 4   |     | 4   | 10  |      |     | 2   |     | 28   |
| 4       | RWS Motorsport        |     |     |     | 4   |     | 6   | 3.5  | 2   | 7   |     | 22.5 |
| 5       | JVG Racing            | 6   | 3   | 3   | 1   |     | 1   |      |     | 3   | 2   | 19   |
| 6       | Cirtek Motorsport     |     |     |     |     | 3   | 2   | 3.5  | 1   |     | 6   | 15.5 |
| 7       | JMB Competition       | 4   | 1   | 2   |     |     |     |      |     |     |     | 7    |
| 8       | Veloqx Motorsport     |     |     |     |     |     |     |      |     |     | 4   | 4    |
| 9       | System Force Racing   |     |     | 1   |     |     |     | 2    |     |     |     | 3    |
| 10      | Seikel Motorsport     |     |     |     |     |     |     | 2.5  |     |     |     | 2.5  |
| 11      | MAC Racing            |     |     |     |     |     |     | 1    |     |     |     | 1    |